# Distrito Estacas
Estacas es un distrito argentino del departamento La Paz, perteneciente a la provincia de Entre Ríos.

## Historia
Hacia finales del siglo XIX, el distrito, ya por entonces perteneciente al departamento La Paz, tenía contabilizada una población de 4716 habitantes. Aparece descrito en el Diccionario geográfico argentino de Francisco Latzina con las siguientes palabras:

Estacas, 2) distrito del departamento La Paz, Entre Ríos. Confina al Norte con el distrito Tacuaras, al Este y Sud por medio del arroyo Feliciano con los distritos Federal (departamento Concordia), Banderas, Yeso, Alcaraz y Hernandarias, y al Oeste con la margen izquierda del río Paraná. Tiene 4.716 habitantes. (19, v, 1895).
(Latzina, 1899, p. 196)